# Mesi (Bruegel)

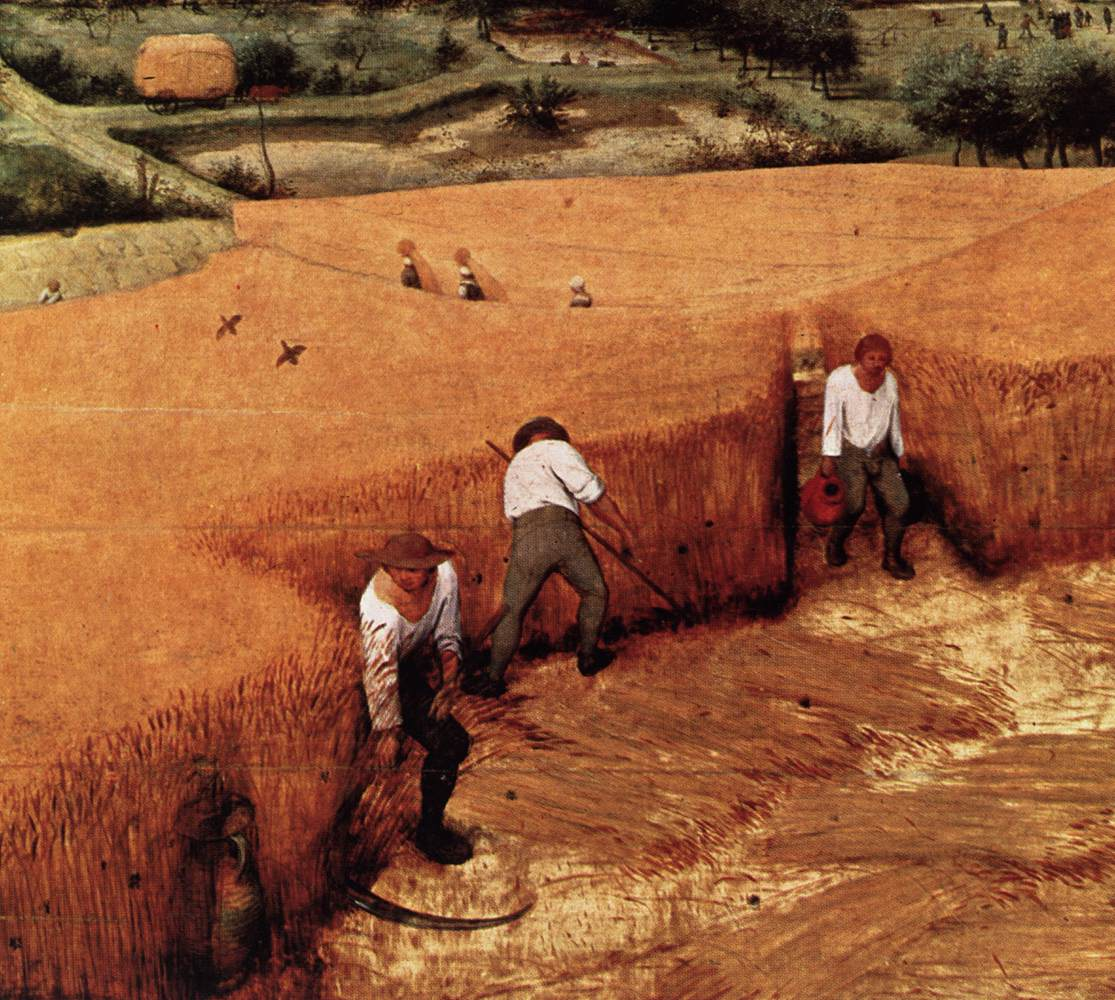
La Mietitura, dettaglio

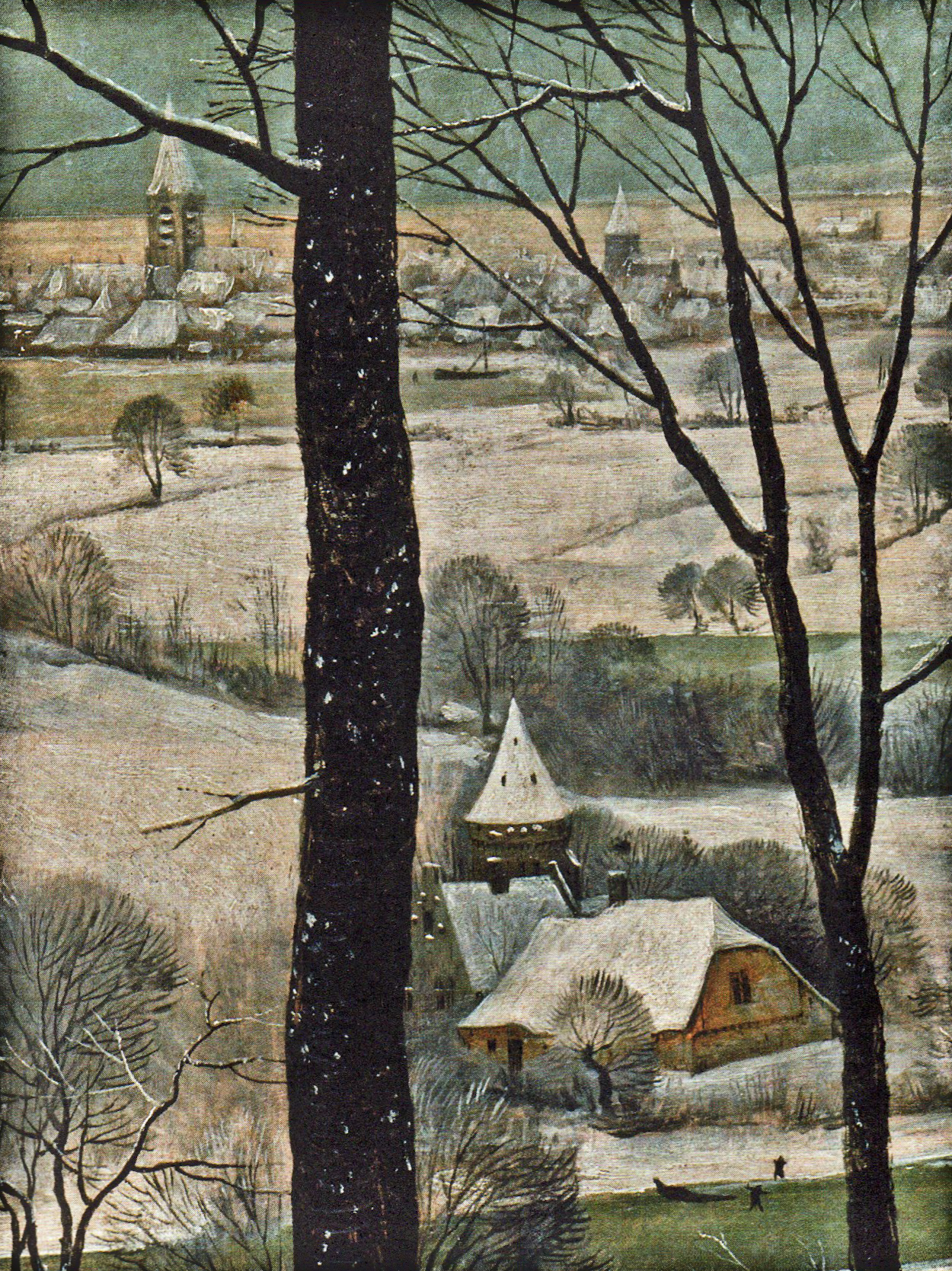
Cacciatori nella neve, dettaglio

La serie dei Mesi è un ciclo pittorico incompleto di Pieter Bruegel il Vecchio, realizzato attorno al 1565. 

## Storia
Destinata ad essere composta di sei o forse dodici tavole di grandi dimensioni, la serie dei Mesi venne probabilmente commissionata da un ricco cittadino di Anversa, Niclaes Jonghelinck. Già nel 1566 le tavole vennero ceduta all'amministrazione cittadina e nel 1594 furono l'oggetto di un dono a Ernesto d'Asburgo.
Entrate nelle collezioni imperiali viennesi, nel XIX secolo vennero in parte smembrate. Alcune presero strade diverse, confluendo poi in musei stranieri. Il nucleo maggiore, di tre tavole, confluì poi nel Kunsthistorisches Museum.

## Descrizione
Le scene mostrano solitamente un gruppo di figure in primo piano, dedite alle attività contadine della stagione, e nella restante parte del dipinto una spettacolare visione di paesaggio, accuratamente descritta nelle componenti luminose e atmosferiche delle stagioni. Da un punto di vista simbolico si è cercato di dare un significato più profondo alla serie, vista ora come celebrazione dell'epopea contadina nel ciclo annuale, dall'altra come simboli di una Natura dominante, che schiaccia le figure minimizzandole.
Prima parte
| IMG | Titolo                | Mese                  | Data | Tecnica        | cm        | Paese       | Città    | Museo                    |
| --- | --------------------- | --------------------- | ---- | -------------- | --------- | ----------- | -------- | ------------------------ |
|     | Giornata buia         | Febbraio e/o Marzo    | 1565 | olio su tavola | 118x163   | Austria     | Vienna   | Kunsthistorisches Museum |
|     | Fienagione            | Giugno e/o Luglio     | 1565 | olio su tavola | 117x161   | Rep. Ceca   | Praga    | Národní galerie          |
|     | Mietitura             | Agosto                | 1565 | olio su tavola | 118x160,7 | Stati Uniti | New York | Metropolitan Museum      |
|     | Ritorno della mandria | Settembre e/o Ottobre | 1565 | olio su tavola | 117x159   | Austria     | Vienna   | Kunsthistorisches Museum |
|     | Cacciatori nella neve | Dicembre e/o Gennaio  | 1565 | olio su tavola | 117x162   | Austria     | Vienna   | Kunsthistorisches Museum |